# The Learning of Jim Benton
The Learning of Jim Benton er en amerikansk stumfilm fra 1917 af Clifford Smith.

## Medvirkende
- Roy Stewart som Jim Benton
- Fritzi Ridgeway som Evelyn Hastings
- Walter Perry som Joe
- Ed Brady som Harvey Knowles
- Thornton Edwards som Sid Harvey